# 7 Armia (austro-węgierska)

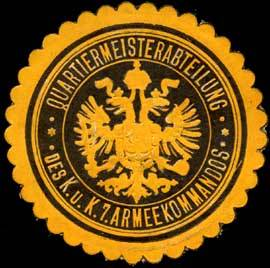
Pieczęć Oddziału Kwatermistrzowskiego Komendy 7. Armii

7 Armia (niem. 7. Armee) – związek operacyjny sil zbrojnych monarchii austro-węgierskiej z okresu I wojny światowej.
7 Armia została utworzona 8 maja 1915, a rozformowana 15 kwietnia 1918. Przez całą wojnę działała na froncie wschodnim.

## Komendanci armii
- GdK / gen. pułkownik Karl Pflanzer-Baltin (8 V 1915 – 8 IX 1916)
- GdK Karl von Kirchbach auf Lauterbach(inne języki) (8 IX – 20 X 1916)
- gen. pułkownik / FM Hermann Kövess von Kövesshaza (20 X 1916 – 16 I 1918)
- gen. pułkownik Karl Křitek(inne języki) (16 I – 15 IV 1918)